# Omar Dhani
Omar Dhani né le 23 janvier 1924 à Surakarta et mort le 24 juillet 2009 à Jakarta, est un commander de l'armée de l'air indonésienne de 1962 à 1965. Il était une figure de proue de la gauche en indonésie à l'époque de Sukarno.

## Biographie
Omar Dhani a d'abord travaillé dans une plantation, puis à la radio gouvernementale, au ministère de l'information, puis dans une banque. Il s'inscrit à l'Air Force Academy en 1950, et en 1956, il fréquente le RAF Staff College (Andover) en Grande-Bretagne. Il gravit les échelons pour devenir ministre et commandant de l'armée de l'air en janvier 1962, succédant à Soerjadi Soerjadarma après que ce dernier ait été accusé de ne pas avoir fourni d'appui aérien pendant la bataille de la mer d'Arafura.
Il a été nommé commandant du Korps Siaga, plus tard Korps Mandala Siaga (KOLAGA) pendant la Confrontation Indonésie-Malaisie de 1963-1965, où il a commandé trois brigades.

## Emprisonnement et libération éventuelle
Son soutien à Sukarno et son soutien apparent au Mouvement du 30 septembre en 1965 ont été sa perte. Il avait par exemple publié des commentaires de soutien au mouvement en première page du quotidien de gauche Warta Bhakti. Peu de temps après la chute du président Sukarno, il a été arrêté et envoyé en prison par le nouveau gouvernement dirigé par Suharto.
En 1995, à l'âge de 71 ans, il a été légalement gracié sur ordre de Suharto, ainsi que Subandrio et Soetarto, deux autres prisonniers politiques de longue date. La date de leur libération a été programmée pour se produire la veille du cinquantième anniversaire de l'indépendance de l'Indonésie. Il s'agissait apparemment d'un geste humanitaire visant à rendre le régime de Suharto ouvert à la réforme; ce que ces trois prisonniers politiques avaient également en commun, c'est qu'ils n'avaient jamais été officiellement membres du Parti communiste indonésien. Néanmoins, la libération a été exigée par Suharto contre la volonté des forces armées. À sa sortie de prison, Omar Dhani est devenu l'une des principales sources de recherche sur le rôle de l'armée de l'air lors du coup d'État de 1965. Il est décédé le 24 juillet 2009, à l'âge de 85 ans. Il est enterré au cimetière de Jeruk Purut dans le sud de Jakarta.